# 绿额蜂鸟
绿额蜂鸟（学名：Ramosomyia viridifrons），是雨燕目蜂鸟科的一种鸟类。
绿额蜂鸟体重约6.3克，翼长约56.2毫米，嘴峰长约23.9毫米，喙宽度约3毫米，喙厚度约2.4毫米，跗蹠长约4.5毫米，尾长约31.8毫米。绿额蜂鸟在其分布区内为留鸟，其栖息在半开放的中等高度的林地中，食性为草食性，主要食物来源是植物的花蜜。

## 亚种
- ：分布于墨西哥南部（格雷罗州东部至瓦哈卡州西部）。
- ：分布于墨西哥南部（瓦哈卡州和恰帕斯州东部）和危地马拉中西部。
- ：分布于墨西哥南部（瓦哈卡州中部和南部），更多地被视为单独的物种栗胁蜂鸟。[4]